# Foussana (délégation)
Foussana est une délégation tunisienne dépendant du gouvernorat de Kasserine. Elle partage des frontières communes avec les délégations de Haïdra, Thala, El Ayoun, Sbeïtla, Kasserine Sud, Kasserine Nord et Fériana, ainsi qu'avec la wilaya algérienne de Tébessa.
En 2014, elle compte 41 447 habitants dont 20 290 hommes et 21 157 femmes répartis dans 10 051 ménages et 8 942 logements.